# Кобаякава Хідеакі
Кобая́кава Хідеа́кі (прізвисько — Кі́нґо) (小早川 秀 秋, 1577 — 1 грудня 1602) — японський воєначальник, племінник і пасинок Тойотомі Хідейосі.

## Життєпис

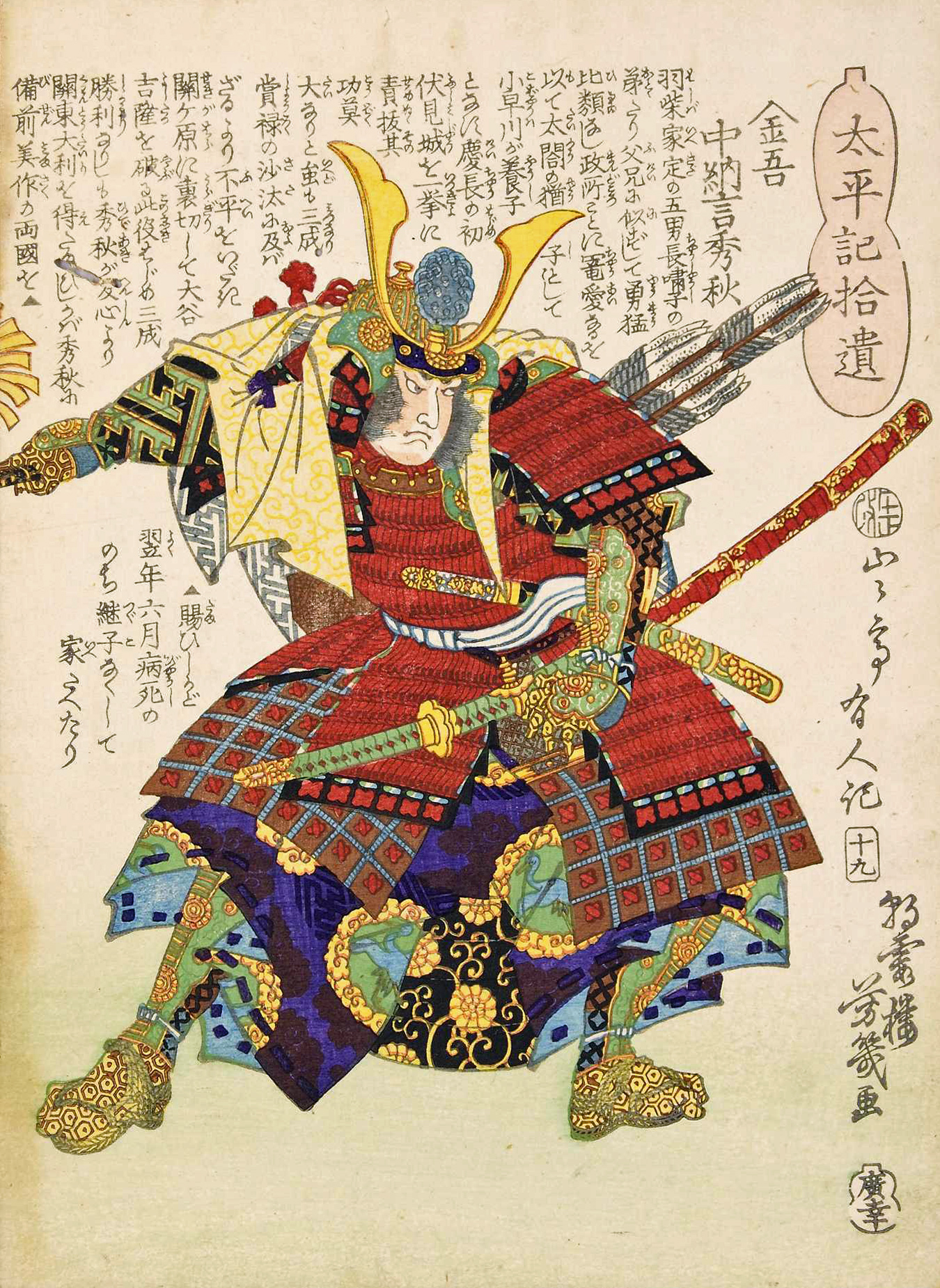
Укійо-е з Кобаякава Хідеакі

Кобаякава був п'ятим сином самурая Кіносіта Іесади (1543—1608), двоюрідного брата Тойотомі Хідейосі. Нене, сестра Кіносіта Іесади, була дружиною Тойотомі Хідейосі.
Його наставником був Курода Камбей. У 1584 році його усиновив Тойотомі Хідейосі, який назвав його Хасібом Нідетосі й Сюсен. Після того, як у Тойотомі Хідейосі народився син і спадкоємець Хідейорі, він був знову усиновлений Кобаякавою Такакаґе (1533—1597), вірним васалом і соратником Хідейосі. Згодом Хасіб отримав нове ім'я — Кобаякава Хідеакі.
У 1597 році після смерті свого названого батька Кобаякава Хідеакі успадкував його землі в провінціях Ійо на Сікоку й Тікудзен на Кюсю з прибутком в 350 тисяч коку рису.
У 1597 році 20-річний Кобаякава Хідеакі був призначений головнокомандувачем японської армії під час другої кампанії в Кореї (1597—1598) диктатором Тойотомі Хідейосі. Під час битви біля Кейко він узяв підкріплення, щоб урятувати замок Ульсан від армії Мін. Разом зі своїми бійцями Кобаякава Хідеакі зумів захопити ворожого командира та успішно врятував замок від облоги. 
Кобаякаву Хідеакі критикував генеральний інспектор армії Ісіда Міцунарі у своїх повідомленнях до Тойотомі Хідейосі. До того ж Тойотомі Хідейосі був незадоволений невдалою кампанією та необачливими наказами воєначальника, який командував цілою армією та після повернення до Японії він позбавив Кобаякаву домену Тікуґо на острові Кюсю, відправивши його на заслання на Фукуй, з подальшим падінням прибутків від 336 тисяч до 120 тисяч коку. Тільки незадовго до своєї смерті Тойотомі Хідейосі передумав і дозволив Кобаякаві Хідеакі повернутися на острів Кюсю та повернув йому колишні землі — Тікудзен, Тікуґо і провінцію Будзен.
Після смерті Тойотомі Хідейосі Кобаякава Хідеакі взяв участь у громадянській війні між Токуґавою Іеясу й Ісідою Міцунарі. У 1600 році до битви при Секіґахарі він перебував в Осаці й заявляв про підтримку Ісіди Міцунарі. Насправді ж Кобаякава Хідеакі планував зрадити Ісіді та таємно вів перемовини з Токуґавою Іеясу. Ісіда Міцунарі, щоб остаточно залучити Кобаякава на свою сторону, обіцяв передати йому два домени навколо Осаки й посаду кампаку.
Під час вирішальної битви при Секіґахарі, Кобаякава Хідеакі командував великим загоном кількістю в 16 500 осіб. На початку битви між східною (Токуґава Іеясу) та західною (Ісіда Міцунарі) арміями, Кобаякава займав крайню позицію на правому фланзі, на горі Мацуояма. У вирішальний момент битви, Ісіда Міцунарі наказав запалити сигнальний вогонь для загону Кобаякави, однак він не зрушив з місця. Іеясу, який розпочинав сумніватися в тому, що Кобаякава, згідно з домовленістю, виступить на його стороні, наказав своїм генералам, щоб вони відкрили по ньому вогонь, щоб подивитися на його відповідь. Тоді Кобаякава Хідеакі зі своїм загоном спустився із займаних позицій та напав на західну армію Ісіди Міцунарі. Токуґава Іеясу здобув перемогу над своїм противником і пізніше став сьоґуном Японії.
Після перемоги в битві при Секіґахарі, Кобаякава Хідеакі керував облогою замку Саваяма, обороною якого керували Ісіда Масацугу та Ісіда Масазумі, батько і брат Ісіди Міцунарі.
Токугава Іеясу передав як нагороду Кобаякаві Хідеякі домен розгромленого клану Укіта, що складався з провінцій Бідзен і Мімасака на острові Хонсю з прибутком у 550 тисяч коку.
1 грудня 1602 року 25-річний Кобаякава Хідеакі звихнувся розумом і раптово помер, не залишивши спадкоємців. Після його смерті клан Кобаякава припинив існувати, а його землі були передані сьоґунатом сусідньому клану Ікеда.

## Кобаякава Хідеакі в культурі

### Фільми
- 1965 — Фільм Fūrai ninpō-jō — Сюндзі Сакаї[ru]
- 1978 — Серіал «Ogon no hibi»/«Золоті дні» (за романом Сіроями Сабуро), починаючи з 18-ї серії — Масаомі Кондо
- 1980 — Мінісеріал «Сьогун» за однойменним романом Джеймса Клавелла — Нобуо Канеко
- Рік випуску 2008 — Серіал BBC «Герої та злодії[en]», епізод «Сьогун» — Хіро Канаґава
- 2009 — Серіал «Небеса, земля та люди»
- 2012 — Фільм «Плавучий замок» (Японія).
- 2014 року — Серіал «Стратег Камбей»
- Рік випуску 2008 — Фільм «Великі воїни: Сьогун» (Warriors: Shogun), із серіалу «Великі воїни» (Warriors) виробництва BBC, документально-художній з елементами реконструкції подій.

## Дерела
- Тернбулл С. Самураи. — М.: Из-во «АСТ», 2008. — ISBN 978-5-17-040815-3
- Елисеев Д. Хидэёси: Строитель современной Японии. — СПб. из-во «Евразия», 2008. — ISBN 978-5-8071-0317-8